# Otto Kortüm
Otto Kortüm (* 11. November 1891 in Hohenmocker; † 31. Juli 1966 in Hamburg) war ein deutscher Kommunalpolitiker (SPD). Während der Weimarer Republik war er Ratsherr in Stralsund und Mitglied des Pommerschen Provinziallandtages. Er war der erste Oberbürgermeister von Stralsund nach Beendigung des Zweiten Weltkriegs. 

## Leben
Kortüm arbeitete ab 1918 in der Reichspostverwaltung und ab 1922 in der Reichsfinanzverwaltung als Steuersekretär.
1918 wurde er Mitglied der Sozialdemokratischen Partei (SPD). Von 1924 bis 1933 war er unbesoldeter Ratsherr in Stralsund; am 12. März 1933 wurde er als Vertreter der SPD in das Stralsunder Bürgerschaftliche Kollegium gewählt. Von 1926 bis 1932 war er für die SPD Mitglied des Pommerschen Provinziallandtages (55. bis 61. Provinziallandtag).
Im Juli 1933 wurde er verhaftet und in das KZ Sonnenburg gebracht. Oberbürgermeister Carl Heydemann setzte sich in seiner Eigenschaft als Polizeidirektor für die Freilassung Kortüms und anderer Personen ein, sodass Kortüm im August 1933 wieder entlassen wurde. Er arbeitet anschließend als Steuerberater.
Am 1. Mai 1937 trat Otto Kortüm in die Nationalsozialistische Deutsche Arbeiterpartei (NSDAP) ein. Gegenüber Otto Bartels, dem Geschäftsführer der sozialdemokratischen Zeitung „Der Vorpommer“ gab er zu den Gründen für diesen Parteieintritt an, dass „(…) es für ihn keine andere Wahl mehr gab (…)“ und dass „(…) er sich tarnen müsse“. Trotz dieser Parteizugehörigkeit stand er weiter im Kontakt zu Arbeiterfunktionären und war ab 1943/1944 einer Widerstandsgruppe gegen den Nationalsozialismus an.
Nach der Einnahme der Stadt Stralsund durch die Rote Armee am 1. Mai 1945 wurde Kortüm durch Stadtkommandant Formenko trotz der dem Kommandanten bekannten Mitgliedschaft in der NSDAP zum Oberbürgermeister ernannt. Er verhandelte mit den deutschen Truppen, die sich auf die Insel Rügen und den Dänholm zurückgezogen hatten. Von der durch den Stadtkommandanten ab dem 29. Juli 1945 geforderten Entfernung aller Nationalsozialisten aus öffentlichen Ämtern war Otto Kortüm ausgenommen; ihm oblag der Vollzug dieser Anordnung. Mit Befehl des sowjetischen Kommandanten Oberst Sidorow vom 1. September 1945 wurde Otto Kortüm zum 27. August 1945 „von seinem Amt als Oberbürgermeister befreit“. In einer eidesstattlichen Erklärung vom 8. Juli 1952 in Hamburg gab Otto Kortüm an, dass er Mitte August 1945 aufgrund von Belastungen durch Denunziationen zusammengebrochen sei; die Denunziationen seien von „Kriminellen“, die sich in politischen Ämtern befunden hätten, und von kommunistischer Seite gegen ihn gerichtet gewesen, tatsächlich wurden die Vorwürfe von ehemaligen NSDAP-Parteigenossen und dem ehemaligen Chef der Kriminalpolizei lanciert.
1949 siedelte Otto Kortüm nach Westdeutschland über.